# Jörg Pfeifer
Jörg Pfeifer (* 19. března 1952, Merseburg, Sasko-Anhaltsko) je bývalý východoněmecký atlet, sprinter.

## Kariéra
První mezinárodní úspěchy zaznamenal v roce 1970 na juniorském mistrovství Evropy v Paříži, kde doběhl ve finále běhu na 100 metrů na pátém místě. Na dvojnásobné trati skončil těsně pod stupni vítězů, na čtvrtém místě a čtvrté místo obsadil také s východoněmeckým kvartetem ve štafetě na 4×100 metrů.
V roce 1971 vybojoval na evropském šampionátu v Helsinkách bronzovou medaili v běhu na 200 metrů. Startoval rovněž ve štafetě (4×100 m), ta však byla ve finále diskvalifikována.
11. ledna 1976 zaběhl na trati 200 m halový světový rekord v čase 21,10 sekundy.
V témže roce získal na letních olympijských hrách v Montrealu stříbrnou medaili ve štafetě na 4×100 metrů. Východoněmecké kvarteto, za které dále běželi Manfred Kokot, Klaus-Dieter Kurrat a Alexander Thieme proběhlo cílem v čase 38,66 s. Olympijské zlato vybojovalo americké kvarteto, které bylo o 33 setin rychlejší.